# PCGamingWiki
PCGamingWiki ist eine Online-Enzyklopädie rund um das Thema Computerspiele für historische PC-Plattformen sowie für Windows, Linux und Mac OS. Das Projekt wurde 2012 von Andrew Tsai gegründet und die auf MediaWiki basierende Website wird vom Unternehmen PCGamingWiki Ltd. mit Sitz in London betrieben.
Artikel werden von freiwilligen Redakteuren kollaborativ verfasst und geben Hilfestellungen zum Betrieb sowie technische Informationen zu über 49.000 klassischen und aktuellen PC-Spielen. Teilweise wurden besonders ausgearbeitete Artikel auf Spendenbasis erstellt. Die Inhalte sind unter CC BY-NC-SA 3.0 frei lizenziert. Selbsternanntes Ziel von PCGamingWiki ist es, den Einstieg in das Thema zu vereinfachen und alle relevanten Daten zum Betreiben eines bestimmten Spiels zentral zu sammeln.
Das PCGamingWiki informiert darüber welche Bildschirmauflösung ein Spiel unterstützt, ob sich das Sichtfeld einstellen lässt, ob die Bildrate begrenzt oder sich die Steuerung konfigurieren lässt. Dazu gehören auch Angaben zu Systemanforderungen, unterstützten Sprachen oder dem genutzten Kopierschutz. Wichtiger Bestandteil sind auch Workarounds für bekannte Probleme. Seit 2020 informiert das PCGamingWiki über Mikrotransaktionen in Computerspielen. Die Kaufoptionen im Spiel werden dabei kategorisiert, um maßvolle Monetarisierung von Spielen zu trennen, die nur darauf ausgelegt sind, zum weiteren Kauf anzuregen. Auch wenn problematische Formen hervorgehoben werden soll, werden hierfür neutrale Vokabeln verwendet.